# Bình Nam (chiến tranh)
Bình Nam (Chữ Hán: 平南) là cuộc chiến lần thứ 8 và là cuộc chiến cuối cùng giữa chúa Trịnh và chúa Nguyễn trong lịch sử chia cắt Đàng Ngoài-Đàng Trong hơn 200 năm của nước Đại Việt. Trong sử sách nhà Nguyễn cuộc chiến này còn được gọi là Loạn năm Giáp Ngọ.

## Bối cảnh
Từ sau cuộc giao tranh năm 1672, chúa Trịnh và chúa Nguyễn chấm dứt xung đột, lấy sông Gianh làm ranh giới chia cắt Đại Việt thành Đàng Trong và Đàng Ngoài.
Một trăm năm sau, triều đình Đàng Trong nổ ra mâu thuẫn quyền lực trong việc kế vị và việc triều chính rơi vào tay Trương Phúc Loan. Nhân đó anh em Tây Sơn do Nguyễn Nhạc cầm đầu nổi dậy chống lại họ Nguyễn, nhân danh ủng hộ Nguyễn Phúc Dương là người dòng dõi ngành trưởng bị Trương Phúc Loan gạt ra ngoài để lập Nguyễn Phúc Thuần.
Năm 1773, lực lượng quân Tây Sơn lớn mạnh, đánh chiếm phủ thành Quy Nhơn và làm chủ từ Quảng Ngãi tới Bình Thuận khiến sự cai trị của chính quyền Đàng Trong bị đe dọa nghiêm trọng.
Nhận thấy nội biến ở Đàng Trong là cơ hội nam tiến để diệt họ Nguyễn, năm 1774, Trịnh Sâm ở Đàng Ngoài quyết định điều đại quân vào nam. Cuộc chiến thứ 8 và là cuộc chiến cuối cùng giữa họ Trịnh và họ Nguyễn trong lịch sử Việt Nam đã nổ ra.

## Thông tin từ Đàng Trong
Sử sách nhà Nguyễn khi đề cập tới nguồn thông tin dẫn tới việc cử binh nam tiến của Trịnh Sâm cũng nêu hai thuyết khác nhau. Khâm định Việt sử thông giám cương mục và Đại Nam thực lục dẫn thuyết cho rằng trấn thủ Nghệ An là Bùi Thế Đạt hay biết tình hình nội biến Đàng Trong bèn cho trạm chạy văn thư về triều nói hiện trạng Thuận Hóa có thể đánh lấy được. Hoàng Ngũ Phúc và Nguyễn Nghiễm đều tán thành việc này. Trịnh Sâm bèn quyết chí ra quân.
Đại Nam thực lục dẫn thêm thuyết thứ hai cho rằng một người bên phía họ Nguyễn là Tôn Thất Văn, con Tôn Thất Dục oán Trương Phúc Loan lộng hành bèn ra Đàng Ngoài báo cho Trịnh Sâm tình hình Đàng Trong. Trịnh Sâm bèn ra quân đánh Nguyễn.

## Trịnh Sâm điều binh
Để thực hiện Nam tiến, Trịnh Sâm gọi lại lão tướng Hoàng Ngũ Phúc vốn đã xin cáo lão, khởi phục ra làm đại tướng, tước Việp quận công; bổ dụng Phan Lê Phiên và Uông Sĩ Điển giữ chức tùy quân tham biện, Đoàn Nguyễn Thục giữ chức đốc thị Nghệ An. Ngoài ra còn có các tướng Nguyễn Lệ, Hoàng Đình Bảo, Hoàng Phùng Cơ và Hoàng Đình Thể. Hoàng Ngũ Phúc thống lĩnh tướng sĩ 23 doanh cùng quân thủy, quân bộ các đạo Thanh, Nghệ, vùng đông nam, tổng số quân gồm ba vạn.
Trịnh Sâm biết vùng Thuận Hóa luôn mấy năm mất mùa, không thể dùng lương ở nơi bản địa cho binh lính, nên trù tính phải tải lương, chia đặt ba trường sở lương thực: Trường sở Sơn Nam đặt ở Mỹ Lộc, dùng Nguyễn Đình Diễn quản lãnh; trường sở Nghệ An đặt ở Hà Trung, dùng Đoàn Nguyễn Thục quản lãnh; trường sở Quảng Bình đặt ở Động Hải, sai Ngô Dao giữ việc vận tải tất cả số lương, dự bị xếp đặt điều khiển để cung cấp lương thực cho binh lính.
Tháng 5 năm 1774, Hoàng Ngũ Phúc được lệnh lên đường. Khi quận Việp hành quân, Trịnh Sâm tự tay viết thư đưa cho, trong thư nói: 
"Ông đến Nghệ An, nên tùy cơ mà trù tính định liệu, trước hết đưa thư cho các tướng giữ biên giới, nói thác ra rằng: "Việc hành quân này chỉ cốt phòng bị giặc Tây Sơn chạy trốn". Nói như thế để thăm dò tình hình của họ. Nếu họ đã bình định được giặc Tây Sơn, thì lại đưa thư đề đạt ý chí rồi dẫn quân về, đừng làm cho họ sinh nghi, lại gây hấn khích ở nơi biên giới".

## Diễn biến

### Quân Trịnh vượt sông Gianh
Quận Việp Hoàng Ngũ Phúc làm theo lời Trịnh Sâm, viết thư nói với Nguyễn Phúc Thuần về lý do hành quân xuống phía nam vì hai nhà vốn là thân thích nên họ Trịnh muốn giúp họ Nguyễn đánh quân Tây Sơn.
Lúc đó ở Đàng Trong, chúa Nguyễn chỉ còn làm chủ từ Nam Bố Chính tới Quảng Nam và vùng Nam Bộ. Nhận được thư của Hoàng Ngũ Phúc, Nguyễn Phúc Thuần biết là không nói thật, bèn viết thư đáp lại, rồi sai Tống Hữu Trường làm thống suất đạo Lưu Đồn, Tôn Thất Hiệp làm trấn thủ Bố Chính để chống quân Trịnh.
Tháng 7 năm 1774, nghe tin báo quân Trịnh hùng mạnh, Nguyễn Phúc Thuần giao cho Tôn Thất Cảnh giữ Phú Xuân, tự mình thân chinh ra mặt trận phía bắc. Thuyền chúa Nguyễn đóng ở cửa Tư Dung, sai Trương Phúc Loan luyện quân ở núi Quy Sơn.
Tháng 9 năm 1774, quân Trịnh tiến tới địa giới Bắc Bố Chính, tướng Nguyễn là Trần Giai chạy sang đầu hàng, làm hướng đạo cho quân Trịnh. Quận Việp bèn sai Nguyễn Ngô Giao đóng trại ở Đại Đan để phô trương thanh thế. Thư ngoài ải báo gấp về cho Nguyễn Phúc Thuần. Chúa Nguyễn vội triệu Tôn Thất Nghiễm bảo vệ, rút về Phú Xuân và sai Nguyễn Cửu Dật làm đô đốc ra mặt trận phía nam chống Tây Sơn.
Tới tháng 10, quân Trịnh áp sát doanh lũy Trấn Ninh, đóng ở xã Hà Trung. Hoàng Ngũ Phúc vẫn đánh tiếng đem quân giúp chúa Nguyễn đánh Tây Sơn, nhưng thực ra đã sai người ngầm đi liên kết với các biện lại giữ biên giới của chúa Nguyễn, rồi nhân đêm đem quân lẻn qua đò sông Gianh, sáng sớm hôm sau quân sĩ đều lên bờ, đóng ở xã Cao Lao.
Trong khi Hoàng Ngũ Phúc hành quân, Trịnh Sâm cũng thân hành mang quân hậu ứng để làm thanh thế viện trợ cho quận Việp, dùng Nguyễn Đình Thạch, Nguyễn Hoàn, Nguyễn Đình Huấn và Lê Quý Đôn ở lại trấn thủ kinh thành, rồi chia 4 đạo quân cho Phạm Huy Đĩnh làm tiền tướng quân, Trương Khuông làm hậu tướng quân, Nguyễn Nghiễm và Lê Đình Châu làm tả tướng quân và hữu tướng quân, còn Trịnh Sâm tự thống suất đại binh đi trung quân. Tháng 11 năm 1774, Trịnh Sâm tiến quân đến Nghệ An, đóng ở Hà Trung.

### Nguyễn nộp Trương Phúc Loan
Trấn thủ doanh Nam Bố Chính là Tôn Thất Tiệp sai cai đội là Quý Lộc và câu kê là Kiêm Long đến khao quân để làm cách hoãn binh.
Hoàng Ngũ Phúc sai người bí mật giao thiệp với hai người này và hỏi ý về việc đánh Phú Xuân. Kiêm Long nói: 
"Đường không đi thì không đến, chuông không đánh thì không kêu".
Hoàng Ngũ Phúc hiểu ý, bèn quyết định tiến quân, sai tướng Hoàng Đình Thể cầm quân một đạo khác, bí mật đem quân tiến sát đến doanh lũy Trấn Ninh. Phía quân Nguyễn, cai đội mã quân là Hoàng Văn Bật và Lê Thập Thí, tự làm nội ứng, mở cửa đồn ra hàng. Quân Trịnh tiến vào chiếm đồn. Tướng giữ đồn là Tống Hữu Trường cùng Tôn Thất Tiệp cùng Luận Chính, Thành Tính bỏ chạy.
Sau khi đánh chiếm được lũy Trấn Ninh, Hoàng Ngũ Phúc sai san phẳng lũy.
Tháng 12 năm 1774, quận Việp ra đóng quân ở Hồ Xá, truyền hịch vào Phú Xuân kể tội trạng Trương Phúc Loan lấn quyền, bưng bít người trên, và tuyên bố: 
"Việc hành quân này chỉ cốt trước hết trừ khử một Phúc Loan, sau nữa tiễu trừ bọn giặc kiệt hiệt, thực không có ý gì khác cả".
Các tướng Nguyễn là Tôn Thất Huống, Nguyễn Cửu Pháp liệu thế khó chống đỡ quân Trịnh, bèn bắt trói Trương Phúc Loan, sai người giải đến chỗ Hoàng Ngũ Phúc, hy vọng quận Việp giữ lời hứa.

### Nỗ lực chống trả của chúa Nguyễn
Hoàng Ngũ Phúc bắt được Phúc Loan, lại hạ lệnh cho quân cuốn cờ, im trống, ngấm ngầm kéo đến huyện Đăng Xương, lại đưa thư cho Nguyễn Phúc Thuần đại ý nói: 
"Giặc Tây Sơn chưa tiễu trừ xong, xin hội quân ở Phú Xuân để ứng tiếp".
Nguyễn Phúc Thuần tiếp thư, biết quân Trịnh kiếm cớ để không ngừng chiến, bèn sai Tôn Thất Tiệp làm thống binh quân Nguyễn, cùng quản lãnh cai đội Đặng đem quân chống cự, sai chưởng cơ Nguyễn Văn Chính đem các quân thủy, quân bộ hội ở sông Bái Đáp.
Mặt khác, chúa Nguyễn lại sai cai đội Tuyên Chính, tham mưu Thành Đức đến chỗ quận Việp trá hàng để dụ quân Trịnh; sai cai đội Phẩm Bình đi dụ các hào mục ở Quảng Bình, Bố Chính để quấy phá sau lưng quân Trịnh.
Tuy nhiên không lâu sau, ý đồ của Phẩm Bình bị lộ, Bình bị quân Trịnh bắt được. Cùng lúc đó tướng Trịnh là Nguyễn Tiến Khoan, Hoàng Phùng Cơ đánh bại Tôn Thất Hiệp, cánh quân của cai đội Đặng tự tan vỡ. Quận Việp tiến đến chiếm đóng đồn Bái Đáp.
Nguyễn Phúc Thuần bèn điều Tôn Thất Chí làm tiết chế bộ binh, Tôn Thất Doanh tiết chế thủy binh, Nguyễn Đăng Trường làm tham tán quân cơ lãnh 20 thuyền chiến ra đánh nhưng cũng bị quân Trịnh đánh bại.

### Quân Trịnh tiến vào Phú Xuân
Thấy các đạo quân liên tiếp thất bại, Nguyễn Phúc Thuần gọi Tôn Thất Chí về Phú Xuân, sai Nguyễn Văn Chính điều các cánh quân thủy bộ. Chính nhận lệnh cầm quân, chém cai cơ Đặng vì tự ý lui quân để xốc lại tinh thần quân Nguyễn. Tuy nhiên khi đối lũy với quận Việp, Nguyễn Văn Chính chỉ uống rượu nói suông, không có mưu lược đánh giữ.
Quận Việp bí mật sai Hoàng Đình Thể và Hoàng Nghĩa Phác theo đường núi sang qua ghềnh Trầm và nghềnh Ma. Tướng giữ đồn phía Nguyễn là Tường Quan và Doãn Đức bị thua và tử trận. Quân Trịnh bắc cầu phao qua sông, thừa lúc quân Nguyễn không phòng bị, đánh dồn hai mặt kẹp lại. Nguyễn Văn Chính cố sức đánh, bị chết trận, các cánh quân Nguyễn đều tan vỡ.
Ngày Đinh mùi - tức là 28 tháng 12 năm Giáp Thìn, dương lịch là 30 tháng 1 năm 1775, quân Trịnh tiến đánh Phú Xuân.
Nguyễn Phúc Thuần sai Tống Phúc Đạm mang hết số quân còn lại ra cửa bắc chống giữ; mặt khác chuẩn bị rút khỏi Phú Xuân đi Quảng Nam, sai các đội Tả Thủy, Trung Thủy, Tiền thủy là Nguyễn Cốc, Võ Di Nguy, Trương Phúc Dĩnh chuẩn bị thuyền; sai Nguyễn Phúc Dương đi Quảng Nam trước.
Hôm sau (29 tết - 31 tháng 1 năm 1775), Nguyễn Phúc Thuần mang gia quyến lên thuyền qua cửa Tư Dung đi Quảng Nam. Hoàng Ngũ Phúc thúc quân chiếm đóng Phú Xuân và toàn bộ vùng Thuận Hóa.

## Hậu quả
Chúa Nguyễn bỏ chạy vào Quảng Nam. Do bị quân Trịnh và quân Tây Sơn đánh từ hai phía, Nguyễn Phúc Thuần vội bỏ Quảng Nam theo đường biển trốn vào Gia Định.
Tháng 4 năm 1775, quân Trịnh vượt đèo Hải Vân và đụng độ với quân Tây Sơn. Hoàng Ngũ Phúc đang đà thắng lợi, đánh bại quân Tây Sơn ở Cẩm Sa. Nguyễn Nhạc phải rút quân về nam.
Cuộc chiến giữa Trịnh và Nguyễn năm 1774-1775 kết thúc với thắng lợi hoàn toàn cho quân Trịnh. Lãnh thổ Đàng Ngoài lần đầu tiên được mở rộng tới tận Quảng Nam kể từ cuộc chiến Trịnh-Nguyễn nổ ra 150 năm trước và giáp với vùng đất do Tây Sơn quản lý. Chúa Nguyễn bị mất vùng căn bản Thuận - Quảng và phải co lực lượng về Nam Trung Bộ và Nam Bộ.